# Anta Pirak
Anta Pavvasson Pirak (* 8. November 1873 in Jokkmokk, Schweden; † 28. Juli 1951 in Jåhkågasska tjiellde in Norrbotten) war ein schwedisch-samischer Rentierhirte, Autor und Schauspieler. Mit seinen 1937 veröffentlichten biographischen Aufzeichnungen erschien das erste Buch auf Lulesamisch.

## Leben
Pirak wuchs als Sohn einer Rentierhüterfamilie auf. In seiner Biographie erzählt er davon, dass seine Mutter ihm und seinen Geschwistern das Lesen beibrachte und er das Schreiben lernte, indem er den Inhalt von Büchern kopierte. Er absolvierte eine Lehrerausbildung am Lehrerkollegium in Mattisudden von 1892 bis 1894 und arbeitete temporär als wandernder Lehrer für Sami-Kinder während er seiner Herde hinterherzog. Es fiel ihm jedoch schwer, beide Aufgaben zu meistern und kehrte hauptberuflich in die Rentierhaltung zurück.
Im Sommer 1926 traf er den Priester und Sprachwissenschaftler Harald Grundström, der es sich zur Aufgabe machte, Piraks Lebensgeschichte aufzuschreiben. Das Buch En nomad och hans liv (schwedisch, dt. Ein Nomade und sein Leben) erzählt von Piraks Leben und seinem Repertoire an samischer Folklore. Es handelt sich um Grundströms schwedische Übersetzung und Überarbeitung der ursprünglich aufgezeichneten Texte. Fünf Jahre nach der schwedischen Version, wurde die eigentliche Originalversion  als Jåhttee saamee viessoom veröffentlicht. Es gilt bis heute als eine der wichtigsten Quellen für die Erforschung der marginalisierten und vom Aussterben bedrohten lulesamischen Sprache. Auf Grundlage der aufgezeichneten Texte entstand ein Wörterbuch, und laut Grundström war diese Textquelle von großer Bedeutung für sein umfassendes lulesamisches Wörterbuch, das zwischen 1946 und 1954 in mehreren Bänden erschien.

## Veröffentlichungen
- En nomad och hans liv, aufgezeichnet und übersetzt von Harald Grundström, Vorwort von Björn Collinder. Stockholm: Nordisk rotogravyr Verlag, 1932 (schwedische Übersetzung des Originaltextes)
  - Jåhttee saamee viessoom, aufgezeichnet von Harald Grundström. Uppsala: Almqvist & Wiksell, 1937 (lulesamischer Originaltext)
  - Jåhtte sáme viessom, hrsg. von Kåre Tjihkkom. Kristiansund: Blaasvær, 1993 ISBN 8290537603 (Neuausgabe in aktueller lulesamischer Rechtschreibung)

## Filmographie
- 1926: Med ackja och ren i Inka Läntas vinterland – Dokumentarfilm
- 1939: Midnattssolens son – Spielfilm